# Nasty old people
Nasty Old People ("Velhos asquerosos", em tradução livre) é um longa-metragem sueco de 2009, primeiro filme livre, produzido sob a licença Creative Commons.

## Enredo
O filme conta a história de Mette, uma jovem sueca, membro de um grupo neonazista, que trabalha cuidando de quatro idosos doentes que, por diversas razões, enlouqueceram. Mette vive em um peculiar conto de fadas onde as regras são feitas por ela mesma. Sua indiferença a respeito do estilo de vida que leva começa a mudar depois que, numa noite, Mette agride um homem, chutando-o e ferindo-o. Já na manhã seguinte percebe que algo não está bem e, na companhia de seus "velhos loucos" ela buscará respeito e amor. Ela pode pensar que estes velhos são marginalizados pela sociedade moderna, mas juntos formam um mundo próprio, com sua voz a ser ouvida.

## Filme livre
Nasty Old People inova por ser o primeiro filme produzido sob a licença Creative Commons BY-NC-SA, possibilitando a qualquer pessoa a cópia, a exibição, a distribuição e a criação de obras derivadas, desde que credite os autores originais, não haja uso comercial e se distribua pela mesma licença.

### The Pirate Bay, a première
A estreia de Nasty Old People ocorreu no The Pirate Bay, sítio agregador de arquivos torrent, no dia 10 de outubro de 2009. A partir desta data, qualquer usuário poderia baixar o filme e assisti-lo em casa, gratuitamente.

### A ideia
Tudo começou em 2007, quando Hanna Sköld fez um empréstimo bancário de dez mil (10000) euros para produzir seu primeiro filme, Nasty Old People. Dispensando intermediários na indústria cinematográfica, a diretora distribui sua obra junto ao coletivo RåFILM (ou Vagabond Cinema), e o sítio de compartilhamento The Pirate Bay. O registro do filme sob a licença Creative Commons foi a grande inovação, fazendo de Nasty Old People o primeiro filme livre da história do Cinema.